# De aningslösas dal

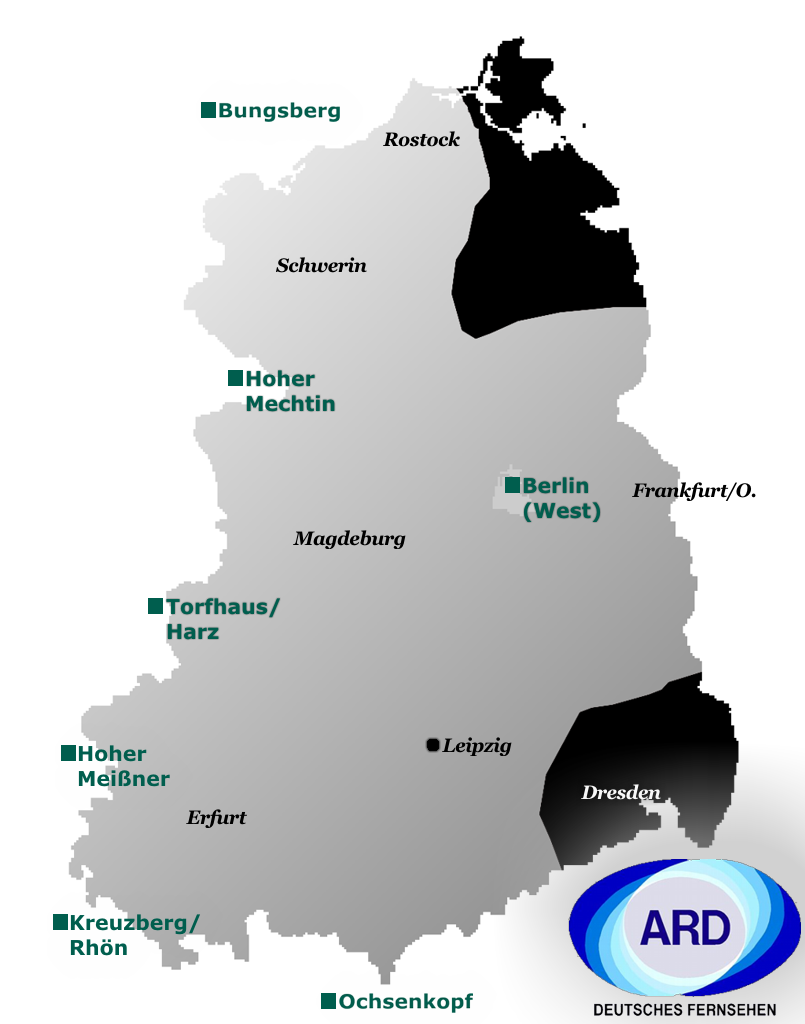
Områden i Östtyskland där västtyska ARD saknade täckning (svart). Ortnamn i grön text avser västtyska TV-sändare nära den inomtyska gränsen.

De aningslösas dal (tyska: Tal der Ahnungslosen) var en satirisk benämning på två regioner i nordöstra respektive sydöstra delarna av före detta Östtyskland (DDR).
Invånarna i dessa områden kunde inte ta emot radio- och TV-sändningar från Västtyskland. Västtyska TV-kanaler hade en mer trovärdig inriktning än deras kommunistiska östtyska motsvarigheter, och därigenom uppfattades invånare i områden som inte kunde ta emot västtysk TV som mindre välinformerade om (den politiska) situationen i hemlandet och internationellt. Bosatta i dessa områden blev därmed också mindre medvetna om en del av den populärkultur som var vanlig i Västtyskland.